# Stefano Poletti
Stefano Poletti (Parma, 21 agosto 1978) è un regista e musicista italiano.

## Biografia
Tra il 1998 e il 2008 è stato membro fondatore dei Pecksniff, gruppo musicale indie pop di cui Stefano Poletti era bassista, leader e voce. L'apice del successo per la band arriva nel 2004, quando pubblicano The Book Of Stanley Creep, album prodotto dalla Black Candy Records che viene distribuito in diversi paesi come Spagna, Portogallo, Gran Bretagna, Hong Kong, Canada e Giappone. Nei dieci anni di attività del gruppo pubblicheranno quattro album.
Dal 2006, inizia a collaborare come regista e videomaker alla Run Multimedia di Gaetano Morbioli, collaborando a numerosi progetti.
Nel 2008, sciolta la band e terminata l'esperienza alla Run Multimedia, comincia a lavorare come free lance nel campo dei videoclip musicali. Si trasferisce a Milano dove apre il suo studio, diventando, in pochi anni, tra i registi più noti del settore collaborando con artisti importanti.
Nel corso degli anni ha diretto video per Baustelle, Nek, Sick Tamburo, Numero6, Tricarico, Appino, Tre Allegri Ragazzi Morti, Punkreas, The Zen Circus e Brian Ritchie, Il Pan del Diavolo, Moltheni, Denise, Eva Mon Amour, Cavour, Edipo, Marta sui tubi e molti altri.
Tra il 2009 e 2011, come chitarrista, è fondatore con Francesco De Leo della band di L'Officina della Camomilla, progetto nato nel 2008 inizialmente come strumentale da un'idea dello stesso De Leo.
Nel 2010 incontra Stefano Guindani con cui inizia a collaborare su vari progetti nell’ambito della moda, firmando molti video per prestigiosi marchi tra i quali Armani, Valentino, D&G, Trussardi, Diesel e Benetton. Ha realizzato inoltre reportage a sfondo sociale ad Haiti, Etiopia e Guatemala.
Ha vinto diversi premi e riconoscimenti tra cui si ricorda nel 2010, il premio al PIVI di Faenza come Miglior Videomaker 2010.
Nel 2013 firma il film cortometraggio “Giuseppina” con Sylvia De Fanti, che viene selezionato tra i 12 finalisti su 37 progetti presentati al Let's All Be Free Film Festival di Londra.
Nel 2018 inizia le docenze presso la Nuova Accademia di Belle Arti di Milano (NABA) e presso la SAE.
Nel 2021 ha pubblicato il suo primo libro, Il manuale del videomaker, per Hoepli editore.
Nel 2023 viene annunciato il ritorno di Stefano Poletti nella band L'Officina della Camomilla ed il ritorno sulle scene con un live al MI AMI Festival di Segrate (Milano) in programma il 26 maggio 2023.
Il 28 aprile 2023 esce con Hachiko Dischi il singolo Dandy Candy e viene annunciato un tour estivo. Il 10 novembre esce il singolo Woodstock '99. Il 15 dicembre esce il singolo Techno is my boyfriend.
Il 19 gennaio 2024 esce l'album de L'Officina della Camomilla dal titolo Dreamcore, pubblicato per Hachiko Dischi e Warner Music Italy.
Il 28 giugno 2024 esce sulle piattaforme musicali un nuovo singolo "Ombrastella" per il progetto musicale FoFoForever, nuova band da lui fondata.
A Settembre 2024 esce il disco dei FoFoForever "Canzoni contro il Panico" per Orangle records e Virgin Records

## Discografia
- 2001 - Pecksniff - Pecksniff  (autoprodotto · CD)
- 2003 - Pecksniff - Elementary Watson, Merendina Records (CD) [19][20]
- 2004 - Pecksniff - The Book Of Stanley Creep, Black Candy Records, Audioglobe - (BC004 · CD) [21][22]
- 2006 - Pecksniff - Honey You're Murdering Me, Black Candy Records, Audioglobe - (BC019 · CD) [23]
- 2024 - L'Officina della camomilla -Dreamcore, Hachiko dischi, Warner Music Italy [16]
- 2024 - FoFoForever - Canzoni contro il Panico, Orangle Records, Virgin Records[18]

## Filmografia

### Videoclip musicali (parziale)

#### 2007
- Manuel Auteri - Love (feat. Ricky Portera)
- Miotti - Fai che ci credi

#### 2008
- Baustelle - Charlie fa surf[24][25], Colombo
- Emmablu - Reagire[26]
- Fake P - Last
- Indovena - Panico
- København Store - Black Rebel Tricycle Club
- Manuel Auteri - L'aeroplano (feat. Leandro Barsotti)
- Marta sui Tubi - L'unica cosa, Non lo sanno
- No Conventional Sound - Va tutto bene
- Moltheni - Gli anni del malto
- Punkreas - Tyson Rock, Cuore nero[27]
- Ubik - Elettroshock
- Zen Circus - Figlio di puttana

#### 2009
- Borghi Bros - Le parole sono inutili
- Decò - Sospesi nel vento
- Frigidaire Tango - Soffia
- Lebowski - Casa Comenji[26]
- Marcilo Agro e il Duo Maravilha - Mi ricordo
- Masoko - Non avere paura
- Matteo Valli - Single
- Nek - Se non ami[28]
- Polar for the Masses - Where Your Nose Is
- Sick Tamburo - Il mio cane con tre zampe, Parlami per sempre
- Strano Effetto Click - Ricominciare da capo
- Zen Circus - It's Paradise

#### 2010
- Caponord - Non sono matto
- Eva Mon Amour - Prometto
- Il Pan del Diavolo - Pertanto
- Tre Allegri Ragazzi Morti - Puoi dirlo a tutti, La faccia della Luna[29]

#### 2011
- A Chance to Be Romantic - Riflessi d'autunno[30]
- Caponord - Un giorno stupendo
- CocKoo - Seta porpora
- Edipo - Per fare un tavolo, I baristi stagionali
- Die Wolke - Thriller
- Eva Mon Amour - La tua rivoluzione
- Il Fieno - Latito
- Roipnol Witch - Karma Love
- Pacy D'Amore - Sono disperato
- Roberta Morise - Dubidoo
- Sick Tamburo - E so che sai che un giorno[31]
- Silvia Nair - Stati d'animo
- Tiny Tide - Come Along Pond
- Zibba e Almalibre - Una parola illumina

#### 2012
- Andrea Giops - L'opportunista
- Animal Farm Project - The Earth Follows Us
- Cavour - Fenomeni
- Denise - Rain[32], Sailors
- Hidea - Ogni cosa intorno
- Karbonio14 - Tradirefaremale
- Lei Annalisa Povia - Più vera[32]
- Mezzala - Che fine faremo
- Niccolò Bossini - Il mio nome
- Numero6 - Fa ridere
- Oblivion - Tutti quanti voglion fare yoga
- Overdreams - Stop
- Punkreas - Polenta & Kebab[33] (feat. 'O Zulù), Ali di pietra
- Sick Tamburo - Con le tue mani sporche
- Stefano and Juliet - The Yodel Song, The You and Me Song
- The Bondage - Il trucco
- Zondini - Notte a Parigi

#### 2013
- Alberto Molon - Sto bene anche se
- Appino - Che il lupo cattivo vegli su di te[34]
- Cavour - Anna
- Colpi Repentini - Un'ottima giornata
- Diva - Il paradiso su Retequattro
- Edo e i Bucanieri - Siamo il remix dei nostri genitori
- Filarmonica Municipale LaCrisi - Gloria guida
- Fiori di Cadillac - Il ministero dell'amore
- Francesco Mircoli - Pioggia acida
- Gerardo Pulli - Sport
- Il Triangolo - Nessuna pietà per quelli che odiano gli anni '60
- L'Introverso - L'America
- L'Officina della Camomilla - Agata Brioches
- NonostanteClizia - Il tuo stile
- Numero6 - Storia precaria
- Simona Gretchen - Everted Part II
- Tiny Tide - I'm in Love with Kurt (But I Really Like Giorgio Moroder)
- Tomakin - Avanguardisti
- Tre Allegri Ragazzi Morti - La via di casa
- Tricarico - L'America[35]

#### 2014
- Emanuele Barbati - Oh oh
- Invers - Montagne
- JJ Vianello - Gira gira
- Johnny DalBasso - Spara
- Mad Shepherd - Monarch
- Manupuma - Apocalisse
- Non voglio che Clara - La sera
- Sick Tamburo - Il fiore per te, L'uomo magro
- Winter Dies in June - The Exception

#### 2015
- Coffeeshower - Broken Pieces
- Daniele Barsanti - Lucia
- Daniele Isola - Numero perfetto
- Emanuele Barbati - Ecco arriva il sole, Settembre
- I Am Super Ape - Monki (feat. Mark Lanegan)
- Johann Sebastian Punk - Enter
- L'Introverso - Stomaco
- Nicoletta Filella - Balkaniko, Ingredienti giusti
- Sara Loreni - Dovresti alzare il volume
- Say Something - Back in Time
- Walamaghe - Il cantiere

#### 2016
- Matteo Venturi - Dentro ai ricordi
- Motta – Sei bella davvero
- Nicoletta Filella - Verso (Tango in New York)
- Nicolò Carnesi - Lo spazio vuoto
- Od Fulmine - La verità (feat. Davide Toffolo)
- Psychords - Try
- Roberta Carrieri - Milf, Stavo così bene
- Siberia - Gioia
- Tre Allegri Ragazzi Morti - In questa grande città (la prima cumbia) (feat. Jovanotti), Persi nel telefono
- Zen Circus - Ilenia

#### 2017
- Alan Sorrenti - Figli delle stelle '17
- Andy Mar - Victorious
- Emanuele Barbati - Sorrido al sole (feat. Boomdabash)
- Erin K - No Control
- Nicoletta Filella - Amara terra mia
- Pescecane - Via di qua
- Sick Tamburo - Un giorno nuovo, Meno male che ci sei tu (feat. Motta)
- Zen Circus - Non voglio ballare

#### 2018
- Emanuele Barbati - Luglio pesto
- Kaos India - Half
- Marco Bonvicini - We Live On
- Sick Tamburo - La fine della chemio[27]
- Tony Maiello - Spettacolo, Tutta colpa mia
- Uomosummer - Isolazionismo
- Winter Dies in June - Aeroplanes

#### 2019
- Alice Pisano - Celebrate Life
- D'Iuorno - Canzone per Baby
- Cortellino - Cuore logico
- Fabrica - Bon voyage
- Giacomo Casaula - Indie e De Gregori, Yuppie '92
- Giulia Mutti - L'estate con me, Lontana, Romanzo cattivo
- MiLady - Modernità
- Roberta Carrieri - Solo quello che mi piace
- Sick Tamburo - Puoi ancora

#### 2020
- D'Iuorno - Fatti bella
- Micol Martinez - Mai io mai
- Paolo Jannacci - Voglio parlarti adesso
- Silvia Nair - Ho visto un sogno / Show Me, L'ombra sul cammino, Mi troverai sempre qui (feat. Vittorio Grigolo)
- Ubba Bond - Bob
- Zelda Mab - Apnea

#### 2021
- Giacomo Casaula - Ballata per Angelina
- Krissi - Goldfish
- Roberta Carrieri - Si agita
- Shabel - On My Way[36]
- Silvia Nair - Sono qui

#### 2022
- Il Conte Biagio - Spunta blu
- Il Peggio è Passato - Gente stupida
- Street Clerks - Neon Apothecary Delight
- Zelda Mab - Facile preda
- Zen Circus - Ok boomer (feat. Brunori Sas)
- Zois - Operaia casalinga contadina

#### 2023
- L'Officina Della Camomilla - Woodstock '99
- Sick Tamburo  - Per Sempre Con Me (Feat. Roberta Sammarelli)
- Punkreas - Tempi distorti
- Sick Tamburo - "Suono libero"

#### 2024
- Tre Allegri Ragazzi Morti - Mi piace quello che è vero
- Ciliari - Attacchi di Panico
- novagorica - La prima volta
- novagorica - Le ore piccole
- Il peggio è passato - Tungsteno
- FoFoForever - Ombrastella

### Spot pubblicitari (parziale)
- 2011 - Armani Casa [37]
- 2011 - Alberta Ferretti [38]
- 2012 - Armani Casa [39]
- 2012 - Ypsigrock Festival
- 2012 - Dixan piatti Spot TV
- 2013 - Armani Hotel Armani Hotel Launch
- 2014 - Ypsigrock Festival
- 2015 - Garnier Garnier Olia
- 2016 - Wind Wind offerta 2x1 Spot TV
- 2016 - Chiara Boni Le petite robe
- 2017 - Lamborghini Spot Milano, Spot Venezia
- 2017 - Microsoft Microsoft House Milano
- 2018 - Yoox Yoox world
- 2018 - Dainese Dainese Bridge Design
- 2019 - Tods Tods Spot Web
- 2019 - Knorr Knorr Mon Pasta pot ADV Francia
- 2020 - By Fama Professional By Fama
- 2020 - Garnier Garnier Olia
- 2021 - Una Verticale Una Verticale Hotel
- 2022 - San Pellegrino "Why Waste?" Season 2 con Massimo Bottura
- 2023 - White Mood
- 2024 - San Pellegrino - Homage
- 2024 - Nivea - Skincare promo

## Riconoscimenti
- 2009 - Premio Clipmusic 2009 nella categoria Emergenti-Indipendenti al Ravello Festival di Ravello.
- 2010 - Miglior Videomaker 2010 al Meeting delle Etichette Indipendenti di Faenza.